# 浅井三姉妹

北ノ庄城址（柴田神社）に立つ「三姉妹像」。浅井三姉妹を象ったもの（向かって左より茶々、江、初）。

浅井三姉妹（あざいさんしまい）は、戦国時代の武将浅井長政と正室市との間に生まれた3人の娘、茶々、初、江を指す。それぞれ豊臣秀吉・京極高次・徳川秀忠の妻（正室・側室）となった。天下統一を進めた織田信長の姪という血筋に生まれ、2度の戦国大名家の没落や落城、両親の死を経験し、その後天下をめぐる豊臣家（羽柴家）と徳川家の覇権争いに深く関わったことから、母・市と並んで戦国の女性の代名詞として語られることが多い。

## 概要

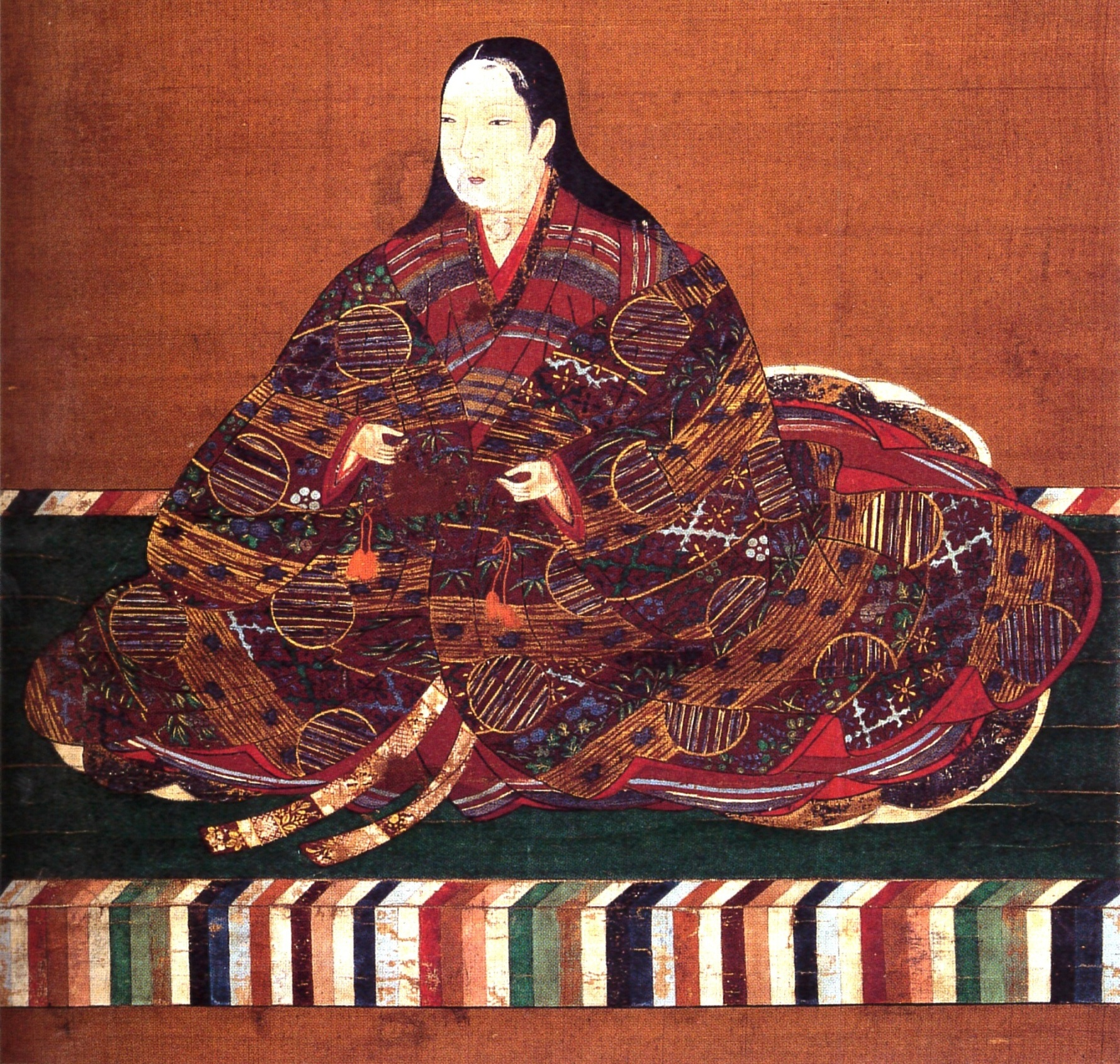
『伝 淀殿』（奈良県立美術館所蔵）

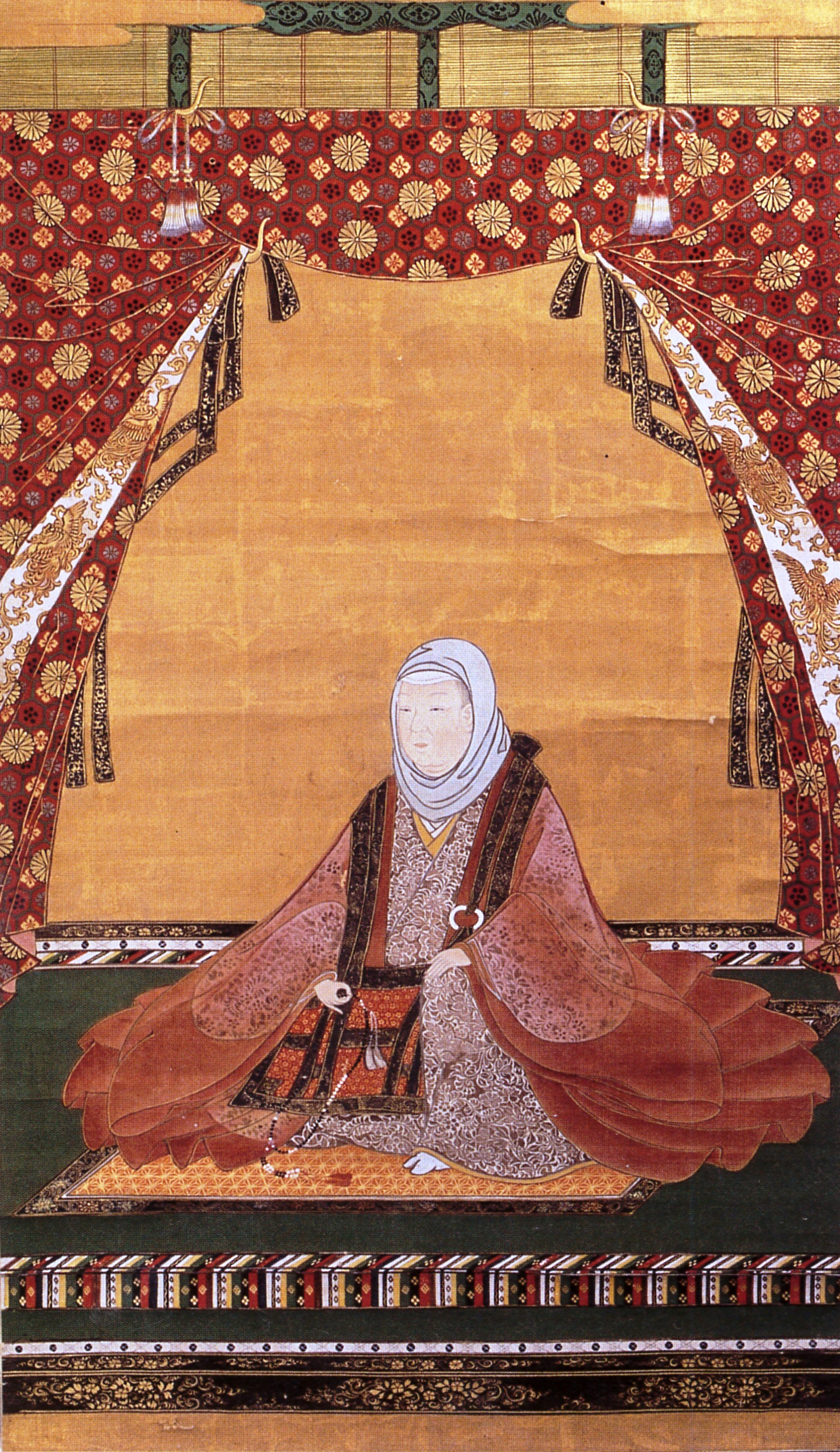
初（常高院）の肖像画（常高寺所蔵）

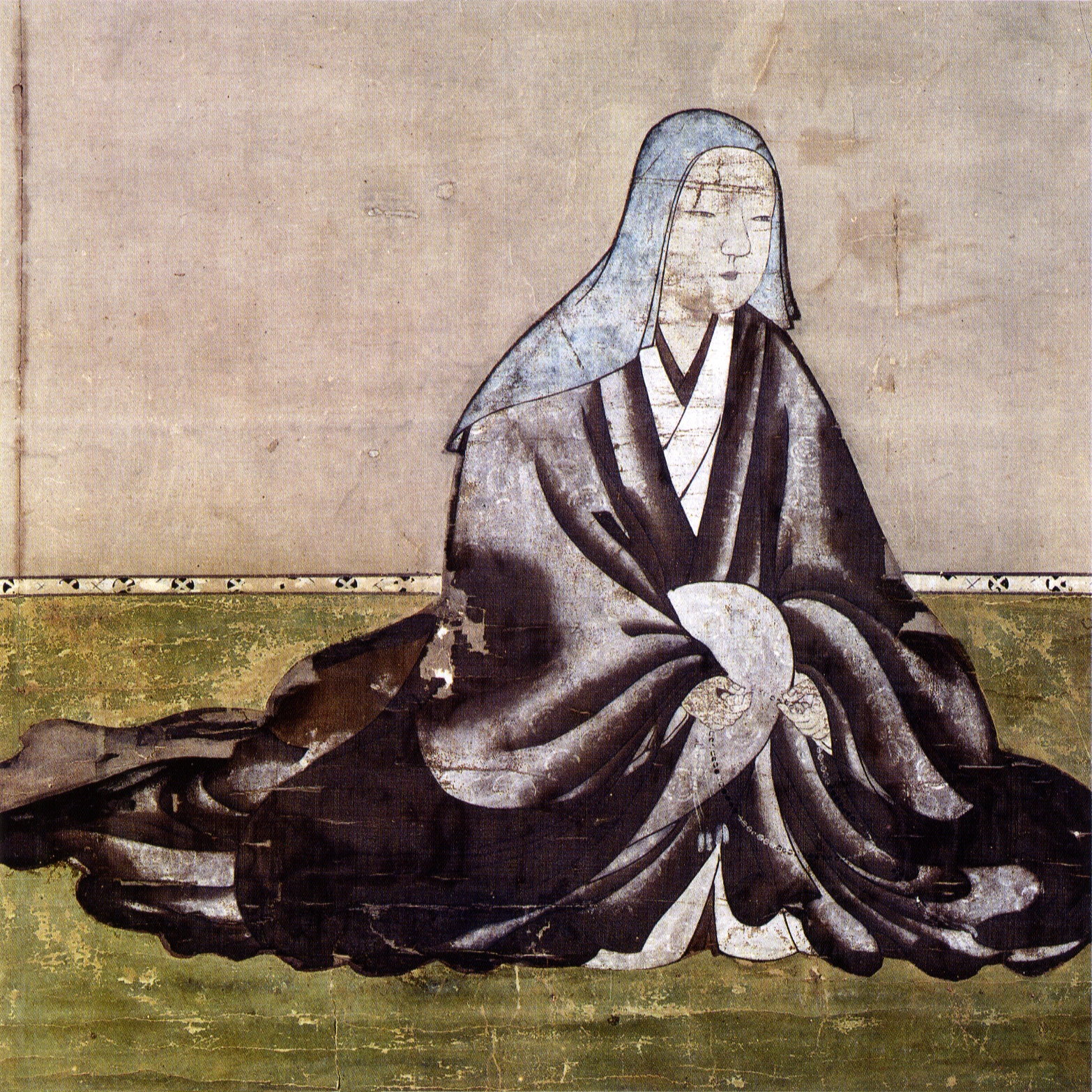
江『崇源院像』（養源院蔵）

1567年（永禄10年）、市が兄である織田信長の命令で近江国（現在の滋賀県長浜市）の浅井長政に嫁ぎ、三姉妹が生まれる。やがて長政と信長が対立、1573年（天正元年）の小谷城の戦いで小谷城が落城して長政は切腹、市と三姉妹は、織田一族出身の武将である藤掛永勝により救出され織田家に預けられ､織田信次の守山城で暮らすこととなる。信長の死後、市が織田家の重臣であった柴田勝家と再婚したのに従い北ノ庄城に入るが、1583年（天正11年）の賤ヶ岳の戦いで羽柴秀吉に敗れて北ノ庄城が落城。勝家と市は自害し、三姉妹は秀吉に預けられたといわれるが、三姉妹を保護したのは秀吉ではなく織田信雄ともいわれている。その後の三姉妹の運命は分かれることになる。

### 茶々（淀殿）
太政大臣および関白となる羽柴秀吉（豊臣秀吉）の側室となり、嫡男・豊臣秀頼（幼名拾）を産む。秀吉の死後は、秀頼の生母として豊臣家政を掌握するが、やがて徳川家康と対立することになる。大坂夏の陣で徳川家に敗れ、秀頼と共に自害したとされる。このことと彼女の血縁・姻戚関係などが相まって、時代劇・歴史小説・歴史情報番組などに登場する頻度も高い。これらの影響で彼女の存在は非常に広く知られている。

### 初（常高院）
京極高次の正室として京極家に入った。鎌倉幕府の有力守護佐々木氏の一族の京極家は、室町幕府の侍所の長官を世襲した四職の家門であり、出雲国・隠岐国・飛騨国などの守護を兼ねた武門の名家であった。
京極家はまた北近江の元の領主であり、浅井家の主筋でもあった。初は三姉妹の中で最も格上の武家に嫁いだとも言えるが、当時の京極家は下克上により衰退し、浅井家や、後には羽柴家の庇護を受けていた。また、高次の母（京極マリア）は浅井長政の姉であり、高次と初は従兄妹の間柄であった。
夫・高次は関ヶ原の戦いに先立って近江大津城で西軍の軍勢を足止め（大津城の戦い）した功により、若狭一国を与えられて小浜藩主となった。高次に先立たれた後、初は出家して常高院と名乗る。大坂の陣の際には、姉妹の嫁いだ豊臣・徳川両家の関係を改善すべく、豊臣方の使者として仲介に奔走した。夫を支え、衰退した京極家を大名家として再興させ、三姉妹の中では一番多く落城（小谷城、北ノ庄城、大津城、大坂城）を経験している。京極家は後に越前敦賀郡を加増され、さらに出雲と隠岐二ヶ国に加増移封され石見の二郡も預けられた。

### 江（崇源院）
織田政権下における尾張知多郡の国衆佐治一成（母は市の姉・お犬の方）、豊臣政権下における秀吉の養子（甥）豊臣秀勝との婚姻の後、家康の嫡男で後に徳川2代将軍となる徳川秀忠の妻（御台所）となり、徳川将軍家に正室として嫁ぐこととなった。3代将軍徳川家光や中宮源和子（後水尾天皇の中宮（正室）となり、明正天皇の生母）たちを産む。娘の一人初姫は京極家に嫁いだ。
前夫秀勝との子豊臣完子は姉淀殿に豊臣家の猶子として育てられ成人の後は五摂家の九条家に嫁いだ。自らの子孫を後代に残せなかった姉2人とは対照的に、多くの子をもうけた彼女の血筋は現在の明仁上皇・今上天皇・敬宮愛子内親王にまで続いている。（崇源院#系譜参照）。なお、諱については諸説（江、江与など）があって未だにはっきりしていない。

## 浅井三姉妹が登場するフィクション作品
小説
- 淀どの日記（井上靖、文藝春秋新社 1955年、のち角川文庫）
- 花々の系譜 浅井三姉妹物語（畑裕子、サンライズ出版、 ISBN 978-4883253876）
- 美女いくさ（諸田玲子、中央公論新社、 ISBN 978-4120039751）
- 乱紋（永井路子）

映画
- 烈女競艶録（1938年）
- 家光と彦左と一心太助（1961年）
- 柳生一族の陰謀（1978年）
- 女帝 春日局（1990年）
- 茶々 天涯の貴妃（2007年）

TVドラマ
| - 徳川風雲録（1960年、テレビ朝日） - 佐治与九郎覚え書（1963年、TBS） - 真田幸村（1966年、TBS） - 徳川秀忠の妻（1969年、フジテレビ） - 戦国艶物語（1969年、テレビ朝日） - 振袖御殿（1970年、フジテレビ） - 大坂城の女（1970年、フジテレビ） - 春の坂道（1971年、NHK大河ドラマ） - 落城の舞い（1972年、フジテレビ） - 柳生一族の陰謀（1978年、フジテレビ） - 徳川の女たち 第一部 華麗春日局（1980年、フジテレビ） - おんな太閤記（1981年、NHK大河ドラマ） - 戦国の女たち（1982年、フジテレビ） - 徳川家康（1983年、NHK大河ドラマ） - 女たちの大坂城（1983年、日本テレビ） - 大奥（1983年、フジテレビ） - 風雲江戸城 怒涛の将軍徳川家光（1987年、テレビ東京） | - 春日局（1989年、NHK大河ドラマ） - 家光と彦左と一心太助（1989年、テレビ朝日） - 信長 KING OF ZIPANGU（1992年、NHK大河ドラマ） - 徳川武芸帳 柳生三代の剣（1993年、テレビ東京） - 織田信長（1994年、テレビ東京） - 秀吉（1996年、NHK大河ドラマ） - 家康が最も恐れた男 真田幸村（1998年、テレビ東京） - 影武者徳川家康（1998年、テレビ朝日） - 葵 徳川三代（2000年、NHK大河ドラマ） - 利家とまつ〜加賀百万石物語〜（2002年、NHK大河ドラマ） - 太閤記 サルと呼ばれた男（2003年、フジテレビ） - 大奥 第一章（2004年、フジテレビ、フジテレビ木曜劇場） - 功名が辻（2006年、NHK大河ドラマ） - 天下騒乱〜徳川三代の陰謀（2006年、テレビ東京） - 柳生一族の陰謀（2008年、テレビ朝日スペシャルドラマ） - 寧々〜おんな太閤記（2009年、テレビ東京） - 江〜姫たちの戦国〜（2011年、NHK大河ドラマ） - 真田丸（2016年、NHK大河ドラマ） - どうする家康（2023年、NHK大河ドラマ） |

楽曲
- 戦国鍋TV - パロディユニット「浅井三姉妹」による『アザイズム』・『アザイドロップ』。

## 浅井三姉妹をモデルとしたキャラクター
『江〜姫たちの戦国〜』の放送に前後して、浅井三姉妹にちなんだゆるキャラが複数誕生した。
- 浅井三姉妹 - 「江〜姫たちの戦国〜」滋賀県推進協議会マスコットキャラクター
- 浅井三姉妹 - 滋賀県長浜市江「浅井三姉妹博覧会」マスコットキャラクター
- ゴーちゃん（江姫） - 三重県津市のキャラクター。江姫が幼少時に津の伊勢上野城に滞在した時期があることにちなみ誕生

## 浅井三姉妹にちなむ施設
- 三姉妹神社 - 柴田神社（福井県福井市）の境内社。
- 道の駅浅井三姉妹の郷（滋賀県長浜市）